# Francisco Solá y Madriguera
Francisco Solá y Madriguera (Taradell, ?-?) fue un insurrecto español que actuó en la tercera guerra carlista como Intendente General y jefe superior de Hacienda de Cataluña del bando legitimista.

## Biografía
En su localidad natal de Taradell había sido droguero. Estallada la tercera guerra carlista en 1872, formó parte, como comisario de guerra, de la partida capitaneada por los propietarios Vila de Prat y Pou de Sanmartí, y, según recogió la prensa, en julio de 1872 cobró una multa de 500 duros impuesta por Rafael Tristany en Moyá.
Perteneciente a la Administración General carlista de Cataluña, el 22 de septiembre de 1873 firmó desde Perafita un documento de dos hojas de  sobre la contribución de guerra. Más adelante dirigió la Intendencia general carlista de Cataluña, cuyos papeles y recibos se imprimían en el Vilar de San Baudilio de Llusanés.
Secundando prohibiciones similares de Tristany, el 19 de marzo Solá dispuso que fuesen juzgados como autores del delito de hurto o robo los recaudadores de contribuciones del gobierno republicano que ejercieran su misión, aplicando sanciones a los que satisficieran dichas contribuciones.

### Servicio de Correos carlista

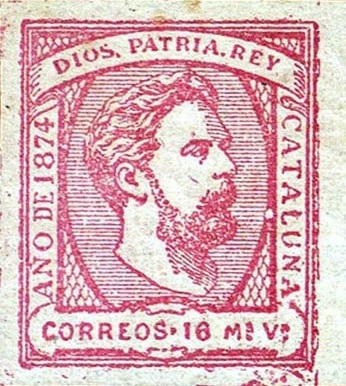
Sello carlista de Cataluña (1874).

Como jefe de la Real Intendencia del Ejército Real de Cataluña, Francisco Solá dirigía la Administración General de la zona de Cataluña bajo dominio carlista, así como la Hacienda y los servicios postales dependientes de esta última. Tras el nombramiento de Savalls como comandante general de las provincias de Gerona y Barcelona, este se propuso a principios de 1874 establecer de una forma más oficial el cobro de impuestos y tasas en la provincia de Gerona, donde los carlistas tenían mayor territorio bajo su control.

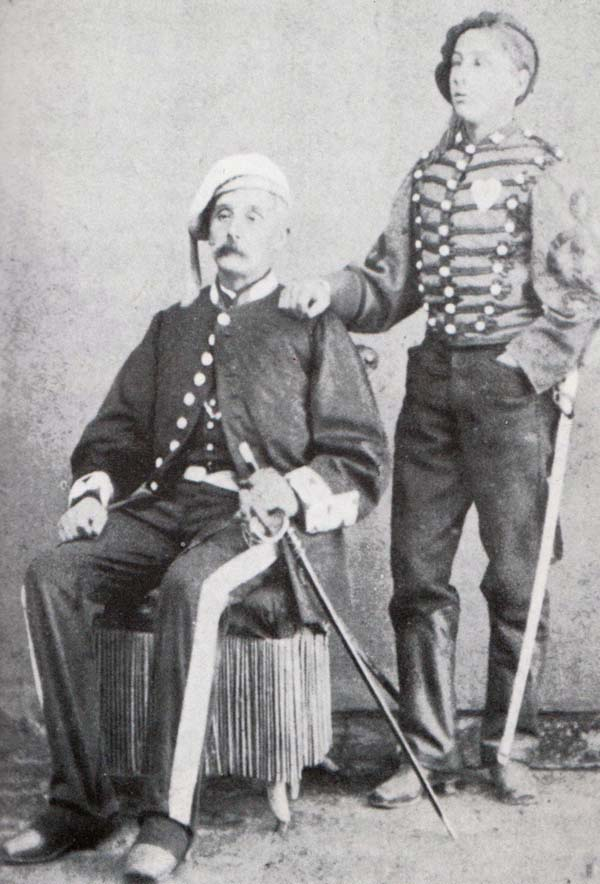
Francisco Solá con uno de sus hijos.

El 15 de abril Solá publicó un edicto reglamentando el servicio de correos en toda Cataluña, estableciendo las tarifas de franqueo y dando las más minuciosas instrucciones, y puso en circulación un sello con la efigie de Don Carlos y la leyenda «Dios, Patria, Rey», mediante el cual todos los ciudadanos debían pagar un «impuesto sobre comunicaciones» en sus cartas, si querían evitar que fueran interceptadas por las partidas carlistas. Según Luis Iglesias Baldeón, de este modo la influencia carlista se extendía más allá de las zonas dominadas y obtenían nuevos recursos con una mínima inversión. Durante semanas llegaron a circular cartas franqueadas a la par con sellos carlistas y liberales.

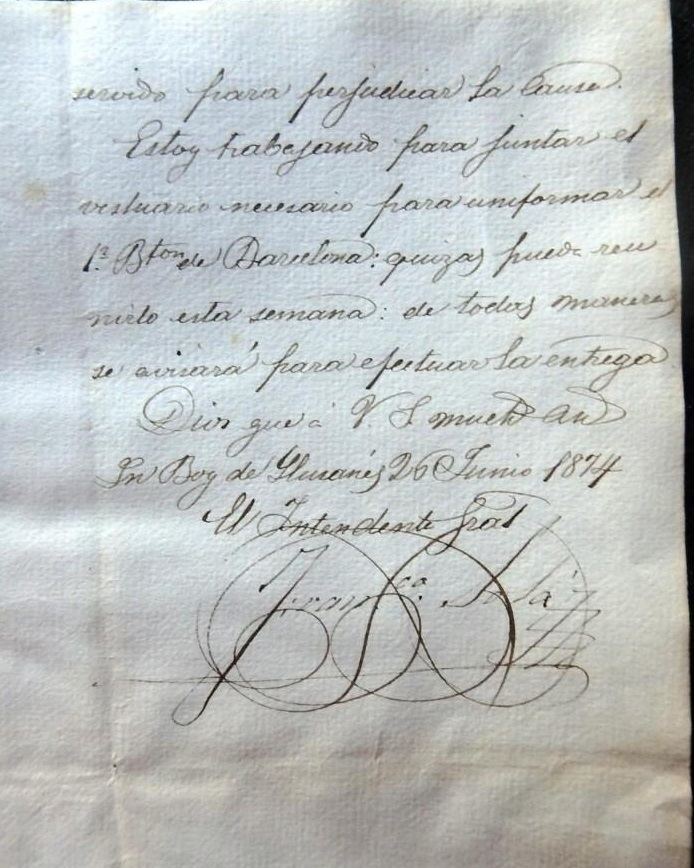
Fragmento de una carta de Francisco Solá al brigadier Martín Miret firmada el 26 de junio de 1874.

En junio de 1874 Solá fue apercibido por Carlos VII por tratar e inmiscuirse en cuestiones de derecho internacional y canónico, dictando disposiciones sobre los compradores eclesiásticos. El pretendiente no quería que se molestase a quienes se hubiesen aprovechado de las desamortizaciones, ya que el Concordato había zanjado el asunto, por lo que anuló la disposición de Solá y le ordenó a abstenerse en lo sucesivo de inmiscuirse en asuntos que no fuesen de su exclusiva competencia.
Falleció alrededor del año 1892.